# 彼得·范罗耶
彼得·范罗耶（德語：Peter van Roye，1950年5月30日—），德国男子赛艇运动员。他曾代表西德参加1976年夏季奥林匹克运动会赛艇比赛，获得男子双人单桨无舵手铜牌。